# Good News (2024)
Good News (dt.: „Gute Nachrichten“) ist ein deutscher Spielfilm von Hannes Schilling aus dem Jahr 2024. Die Uraufführung des Dramas erfolgt im Januar im Rahmen des Filmfestival Max Ophüls Preis 2024, wo das Werk in den Spielfilm-Wettbewerb aufgenommen wurde.

## Handlung
In der Hoffnung auf einen Karriereschub, ist der Journalist Leo von Berlin nach Thailand übergesiedelt. In Deutschland hat er seine Tochter zurückgelassen. Er hofft im Zusammenhang mit der Berichterstattung über eine geheime Rebellengruppe im Süden des asiatischen Landes auf den internationalen Durchbruch. Ein Kontakt kommt aber nicht zustande. Seine Freizeit verbringt er mit dem befreundeten Mawar und dessen Familie. Dieser hofft auf ein besseres Leben in Deutschland. Auch Leo sehnt sich nach Hause zurück und bietet Mawar seine Hilfe an. Er hat Angst, den Kontakt zu seiner Tochter zu verlieren.
Um früher nach Berlin zurückkehren zu können, verfasst Leo einen Artikel, indem er den irrigen Eindruck erweckt, tatsächlich in Kontakt mit den Rebellen gestanden zu sein. Als der Fotograf Julian eines Tages auftaucht, um Fotos von der Rebellengruppe zu machen, droht Leo aufzufliegen. Um dem zu entgehen, begibt er sich in eine moralische Abwärtsspirale.

## Hintergrund
Good News ist das Spielfilmdebüt des preisgekrönten deutschen Kurzfilmregisseurs Hannes Schilling. In Vorbereitung auf das Projekt verbrachte er ab 2021 einen Studienaufenthalt an der Prince of Songkla-Universität im Süden Thailands.

## Veröffentlichung
Good News wurde am 25. Januar 2024 im Rahmen des Filmfestivals Max Ophüls Preis uraufgeführt.

## Festivals
- Filmfestivals Max Ophüls Preis 2024 (Uraufführung)

- Achtung Berlin Filmfestival 2024 (Wettbewerb Spielfilm)

- Lichter Filmfest Frankfurt International 2024

## Auszeichnungen
Good News gewann den Preis für den gesellschaftlich relevanten Film auf dem Filmfestival Max Ophüls Preis 2024.